# Il meraviglioso mago di Oz
Il meraviglioso mago di Oz (The Wonderful Wizard of Oz) è un celebre romanzo per ragazzi di L. Frank Baum, originariamente illustrato da William Wallace Denslow e pubblicato per la prima volta da George M. Hill Company a Chicago il 1º settembre 1900. Il libro racconta le avventure della bambina Dorothy nel magico Paese di Oz, dopo che lei e il suo cane Totò sono stati spazzati via da un tornado che colpì il Kansas, dove, orfana dei genitori, abitava assieme agli zii. Il titolo è talvolta abbreviato in Il mago di Oz (The Wizard of Oz), che è anche il titolo del musical del 1902 e del celebre film del 1939 prodotto dalla MGM.

## Origine del titolo
Una leggenda piuttosto diffusa circa l'origine del nome Oz è che l'autore l'abbia tratto dalle lettere che comparivano sul dorso di due raccoglitori: A-N, O-Z. Secondo altri sarebbe un'abbreviazione del termine inglese ounce (ovvero oncia). Secondo il Club Internazionale del Mago di Oz Maud Baum, la vedova dell’autore, affermò in una lettera a Jack Snow che il nome "Oz" fu inventato di sana pianta.

## Storia editoriale
La prima edizione fu pubblicata da George M. Hill il 1º settembre 1900 e si avvalse delle illustrazioni di W. W. Denslow. L'opera è stata poi ripubblicata innumerevoli volte (talvolta semplicemente con il titolo The Wizard of Oz, ovvero Il mago di Oz) e tradotta in numerose lingue. Il testo del romanzo originale è divenuto di dominio pubblico a partire dal 1956.
Il successo di quest'opera diede inizio alla serie dei Libri di Oz, composta da numerosi sequel ambientati sempre nel Paese di Oz inventato da Baum: i primi furono scritti in collaborazione con lo stesso illustratore W. W. Denslow, il cui sodalizio, però, durò solo per pochi libri, mentre almeno 14 di essi ebbero come unico autore lo stesso Baum.
Il meraviglioso mago di Oz venne tradotto in circa cinquanta lingue diverse. In alcuni casi l'opera ebbe un tale successo da essere addirittura rimaneggiata per adattarsi meglio alla cultura locale. Per esempio esistono versioni hindu dell'opera in cui, per motivi religiosi, il Taglialegna di latta divenne un serpente.
Uno degli adattamenti più originali fu quello del traduttore sovietico Aleksandr M. Volkov (1939), che aggiunse diversi episodi, incluso uno in cui la protagonista (chiamata Ellie anziché Dorothy) viene rapita da un orco. L'opera di Volkov ha persino un titolo leggermente diverso (Il mago della Città di Smeraldo). Volkov scrisse anche altre opere ambientate nel Paese di Oz. In seguito l'opera originale di Baum fu ritradotta in russo in modo più fedele all'originale di Baum.
In Italia il libro venne pubblicato per la prima volta con il titolo Nel Regno di Oz nel 1944 dalla S.A.I.E., che dal 1947 si occupò di pubblicare altri quattro romanzi della serie. La traduzione italiana, a cura di Maria Luisa Agosti Castellani, era già in preparazione dalla metà degli anni trenta.

## Prefazione
Il romanzo è preceduto da una prefazione dove Baum chiarisce di aver tentato, con la stesura di questo libro, di riformare la struttura della fiaba e il ruolo ad essa affidata fino a quel momento. Grandi autori di fiabe, quali i fratelli Grimm oppure Hans Christian Andersen, avevano infatti scritto fiabe piene di situazioni stravaganti e fantastiche, popolati da orchi, mostri e fate, sempre con l'intento di insegnare una morale al giovane pubblico, in modo da educarlo attraverso il divertimento. Baum si dice convinto che questo tipo di favola moraleggiante appartenga al passato. Secondo lui, infatti, la fiaba non deve contenere necessariamente una morale, ma deve semplicemente meravigliare e divertire i bambini.

## Trama

### Il tornado e l'arrivo nel Paese dei Ghiottoni

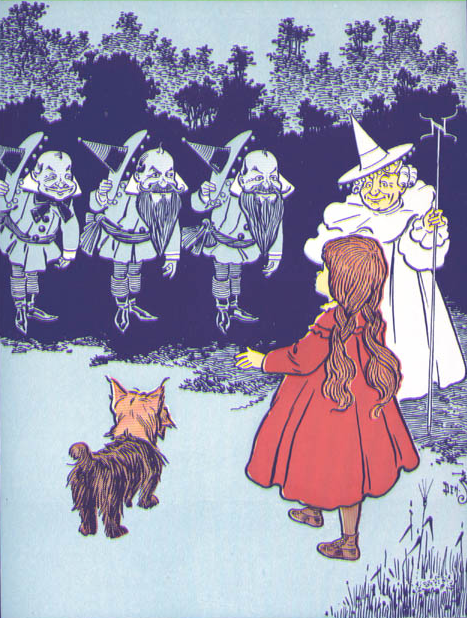
Dorothy arriva nel Paese dei Ghiottoni, accolta dalla Buona Strega del Nord.

Dorothy è una bambina orfana che vive in Kansas con la zia Emma e con lo zio Henry nella loro modesta fattoria, assieme al cane Totò. Un giorno un tornado solleva la casa di Dorothy, con la bambina e il cane ancora all'interno (per colpa di Totò, Dorothy non era riuscita a seguire la zia nel rifugio sotterraneo) e la trasporta in volo, facendola atterrare nel Paese dei Ghiottoni (tradotto in alcune edizioni italiane anche come Terra Blu dei Munchkin o  Terra dei Mastichini/Rosicchiotti o Terra dei Succhialimoni oppure Terra dei Golosetti) abitata da curiosi individui rigorosamente vestiti di blu. Nell'atterraggio la casa schiaccia la Malvagia Strega dell'Est.
La Buona Strega del Nord viene a complimentarsi con Dorothy per avere sconfitto la strega malvagia e le dona le Scarpette d'Argento della strega defunta. Le spiega, poi, di trovarsi nel paese di Oz, dove esistono quattro streghe, di cui due buone (lei, ovvero la Strega del Nord, e la Strega del Sud) e due cattive (la ormai defunta Strega dell'Est e la Malvagia Strega dell'Ovest). Dorothy esprime subito il desiderio di tornare nel Kansas dagli zii, al che la strega, dopo aver manifestato meraviglia per quello strano luogo mai sentito prima, le consiglia di recarsi dal grande Mago di Oz, il mago più potente di tutto il paese.
Le raccomanda pertanto di seguire la «strada di mattoni gialli» che la porterà dritta alla Città di Smeraldo, dove risiede il palazzo del grande mago. Prima di partire la strega bacia Dorothy sulla fronte, affermando che grazie a quel bacio nessuno oserà farle del male. Lungo il cammino a Dorothy e Totò si uniranno tre compagni di viaggio: lo Spaventapasseri, il Taglialegna di latta e il Leone codardo, che decidono di accompagnare la bambina nella speranza di poter fare anche loro delle richieste al mago di Oz, ovvero un cervello per lo Spaventapasseri, un cuore per il Taglialegna di latta e il coraggio per il Leone codardo.

### La Città di Smeraldo e l'incontro con il Grande e Terribile Oz

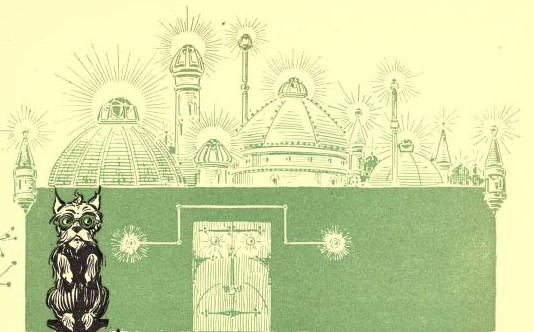
La Città di Smeraldo

Dopo aver affrontato diverse avventure insidiose (come l'assalto dei terribili Tigrorsi, il superamento di un burrone e l'attraversamento di un pericoloso torrente), spesso superate grazie alle "fortuite" intuizioni dello Spaventapasseri, i cinque giungono alla Città di Smeraldo. Qui Dorothy e i suoi compagni vengono invitati a indossare speciali occhiali per non essere accecati dalla potente luce verde che riveste ogni persona e ogni cosa nella città (in realtà sono proprio le lenti verdi a filtrare l'intero paesaggio in modo che tutto appaia di quel colore).
Giunti a palazzo, il Grande e Terribile Oz (come lui stesso si definisce) li riceve uno alla volta, e ad ognuno appare sotto diverse sembianze (a Dorothy come una grande testa; allo Spaventapasseri come una donna splendida; al Taglialegna di latta come un bizzarro mostro; al Leone come una sfera infuocata). Il Mago promette di aiutarli solo dopo che avranno ucciso la Strega Cattiva dell'Ovest che regna sul Paese dei Gialloni (Terra Gialla dei Winkies o Terra dei Martufi), chiamati così perché i suoi abitanti, resi schiavi dalla Strega Cattiva, vestono esclusivamente di giallo.

### La Strega Cattiva dell'Ovest e il Paese dei Gialloni

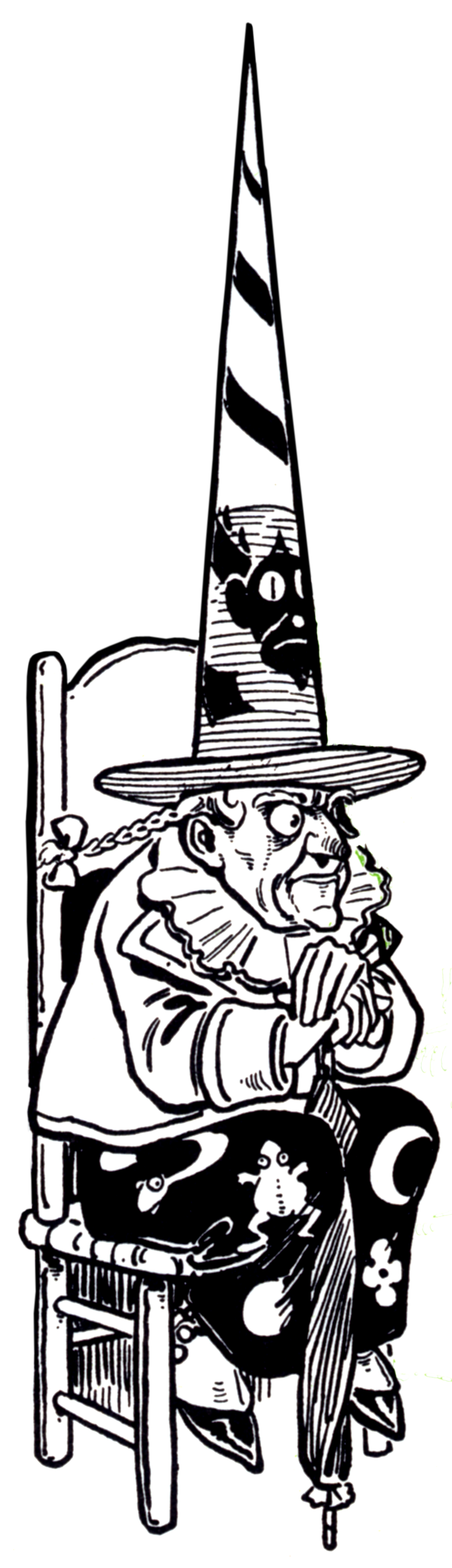
La Cattiva Strega dell'Ovest

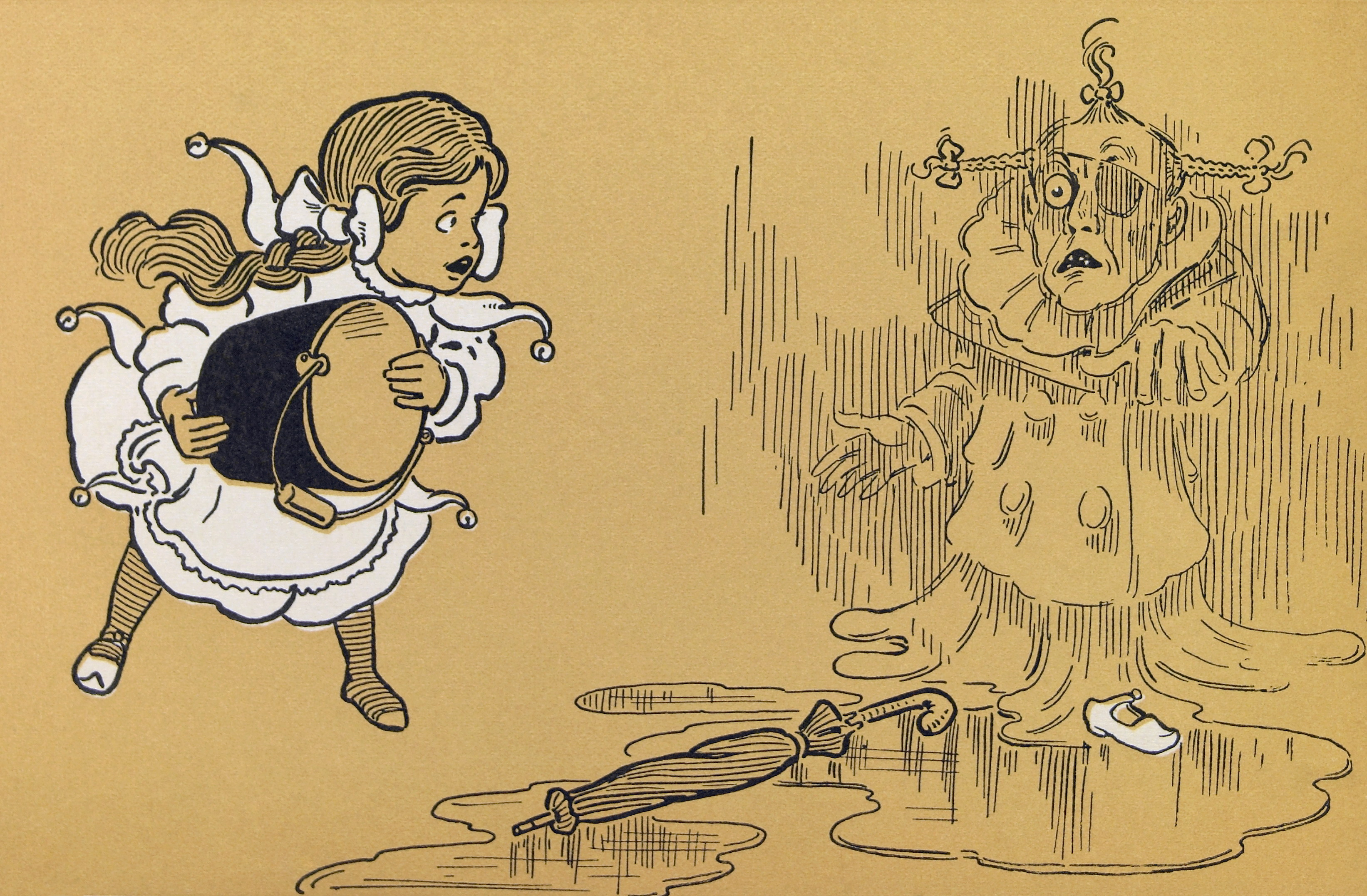
Dorothy scioglie la Strega Cattiva dell'Ovest

Durante il viaggio, Dorothy e i compagni devono affrontare numerosi avversari, mandati dalla Strega dell'Ovest per ucciderli: lupi (mozzati dalla scure del Taglialegna di latta), cornacchie (uccise dallo Spaventapasseri), api nere (che muoiono spezzando i pungiglioni contro la corazza del Taglialegna di latta, mentre gli altri si erano nascosti sotto l'imbottitura di paglia dello Spaventapasseri) e l'esercito dei Gialloni (che fuggono terrorizzati all'udire il ruggito del Leone codardo). Infine la Strega usa l'ultimo desiderio concessole dal magico Cappello Dorato per inviare contro i viandanti le temibili Scimmie Alate. Queste smantellano il Taglialegna di latta e lo Spaventapasseri, ma non osano fare del male a Dorothy, riconoscendo il segno del bacio della Strega Buona del Nord, e limitandosi a condurla, insieme a Totò e al Leone codardo, al castello della Strega Cattiva.
Qui, volendo ad ogni costo impossessarsi delle Scarpette d'Argento magiche di Dorothy (che, invece, ne ignora i poteri), ma sapendo di non poterle torcere neanche un capello (per via del bacio impresso sulla fronte), la Strega dell'Ovest costringe la bambina a lavorare per lei in qualità di serva. Il Leone viene tenuto a digiuno in gabbia finché non acconsentirà a trainare la carrozza della Strega, ma lui continua a rifiutarsi, complice Dorothy, che ogni notte gli porta segretamente un po' di cibo. Quando la Strega Cattiva ruba a Dorothy una delle Scarpette d'Argento la bambina, infuriata, le rovescia addosso un secchio d'acqua, che inaspettatamente uccide la Strega, liquefacendola. I Gialloni, felici di essersi liberati della tiranna, aiutano Dorothy a riassemblare lo Spaventapasseri e il Taglialegna, chiedendo a quest'ultimo di diventare loro re: egli accetta, ma non prima di avere aiutato Dorothy a tornare a casa nel Kansas.

### Il ritorno alla Città di Smeraldo e la vera identità del Mago di Oz

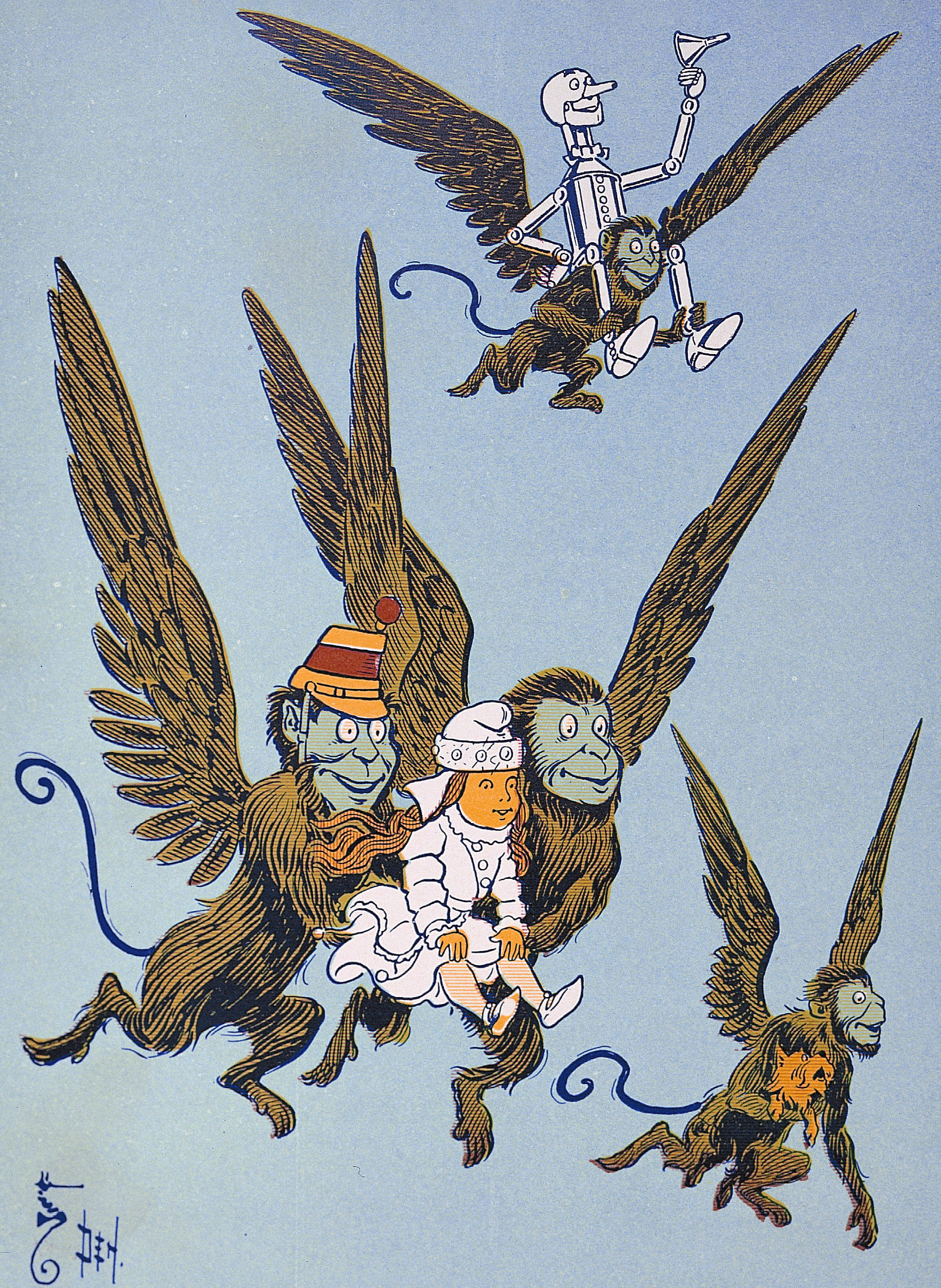
I cinque vengono trasportati dalle Scimmie Alate alla Città di Smeraldo

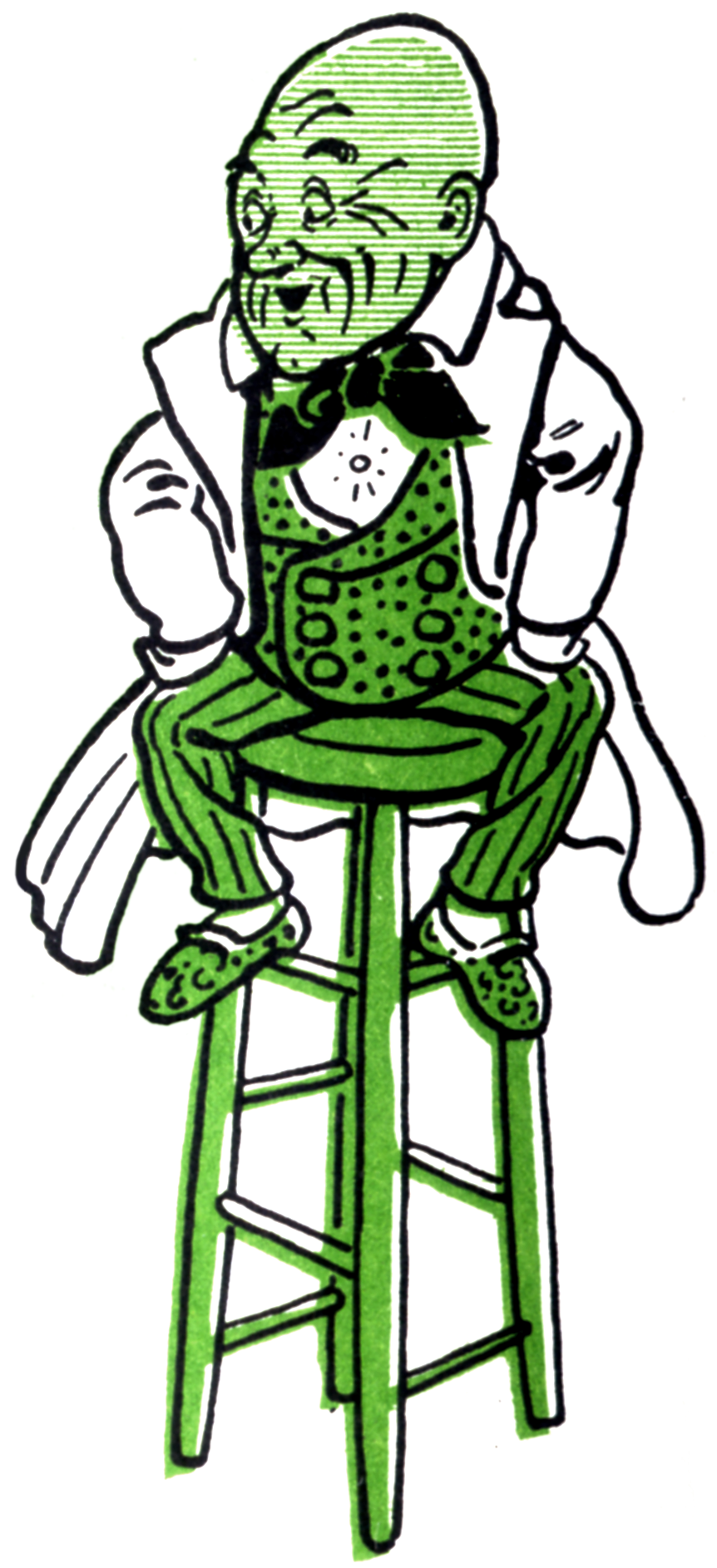
Il vero aspetto del Mago di Oz

Usando il Cappello d'Oro sottratto alla Strega Cattiva dell'Ovest Dorothy invoca le Scimmie Alate, che portano lei e i suoi compagni alla Città di Smeraldo. Il Mago di Oz inizialmente rifiuta di incontrarli, ma - in seguito alla minaccia di un attacco delle Scimmie Alate - è costretto ad acconsentire. Dorothy e i suoi scoprono che il Mago non è altro che un vecchio ventriloquo proveniente da Omaha, in Nebraska, giunto nella terra di Oz con la sua mongolfiera,  a causa di un fortissimo vento che l'aveva disancorata da terra, trasportandolo in quella terra sconosciuta.
Pur essendo un comune mortale il Mago riesce ad esaudire i desideri dello Spaventapasseri (infilandogli una melma di crusca e spilli nella testa come cervello), del Taglialegna di latta (praticandogli una finestrella in petto e riponendo all'interno un cuore di seta cremisi riempito di sabbia) e del Leone (somministrandogli un cucchiaino di miele da un barattolo, facendolo passare come elisir di coraggio), mentre per ricondurre Dorothy e Totò nel Kansas il Mago costruisce una nuova mongolfiera, e decide di tornare negli Stati Uniti d'America con loro. Lo Spaventapasseri viene eletto dal Mago nuovo reggente della Città di Smeraldo. Al momento di partire, però, Totò, sfugge dalle braccia di Dorothy che, per rincorrerlo, non fa in tempo a raggiungere la mongolfiera, oramai librata in cielo con il solo Mago a bordo.

### L'incontro con la Strega Buona del Sud e il ritorno nel Kansas
Ultima speranza di Dorothy è quella di chiedere aiuto a Glinda, la Strega Buona del Sud regnante sul Paese dei Grassoni (tradotto anche come Terra Rossa dei Quadling o Terra dei Quadrelli o Terra dei Gingillini), i cui abitanti sono soliti vestire di rosso.

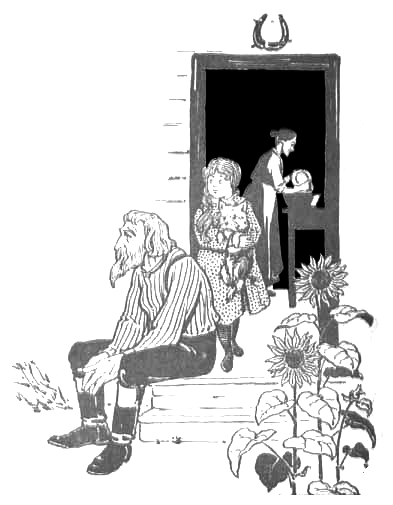
Dorothy assieme ai suoi zii nel Kansas

Tutta la compagnia si rimette quindi in viaggio, affrontando nuovamente numerosi pericoli lungo la via, come quello degli alberi guerrieri che sbarrano loro la strada (e che grazie all'accetta del Taglialegna di latta il gruppo riesce a passare incolume). I cinque arrivano nella città di porcellana, dove incontrano la graziosa Principessa di porcellana. In seguito il Leone codardo uccide un ragno gigantesco che terrorizza gli animali della foresta, venendo eletto loro re. Egli acconsente, ma decide di stabilirsi nella foresta solo quando Dorothy sarà partita.
I quattro arrivano nel paese delle Teste-Martello, strani esseri umanoidi senza braccia ma con le gambe, un collo allungabile e una micidiale testa a martello. Dorothy e i suoi amici superano il paese ostile volando con le Scimmie Alate. Al palazzo di Glinda Dorothy scopre di avere sempre posseduto gli strumenti per tornare a casa: quelle Scarpette d'Argento che, infatti, possono portarla ovunque. Dopo un saluto accorato ai suoi compagni di viaggio Dorothy prende in braccio Totò, batte per tre volte uno contro l'altro i tacchi delle Scarpette d'Argento e torna finalmente a casa nel Kansas, dove riabbraccia i suoi zii.

## Lettura del romanzo in chiave politica
La fama raggiunta dalla fiaba ha portato il romanzo all'attenzione di numerosi studiosi, molti dei quali, già dai primi anni del '900, iniziarono a vedere in essa un'allegoria o una metafora degli eventi politici, economici e sociali degli Stati Uniti d'America di quegli anni. Gli studiosi hanno esaminato quattro diverse versioni della fiaba: il romanzo del 1900, il musical di Broadway del 1902, il film di Hollywood del 1939 e i numerosi romanzi sul paese di Oz scritti dopo il 1900 da Baum e altri, dando vita a un filone di saggi e articoli incentrati sull'interpretazione politica del romanzo di Baum. Per la produzione di Broadway del 1902, inoltre, Baum stesso inserì espliciti riferimenti a personaggi politici di spicco come il presidente Theodore Roosevelt e altre personalità politiche.
Le interpretazioni politiche si concentrano sulle prime tre versioni e sottolineano la stretta relazione tra le immagini lì evocate, nonché la trama stessa, e gli interessi politici del tempo. Una di queste interpretazioni è dello storico statunitense Henry Littlefield, che nel suo articolo-saggio The Wizard of Oz: Parable on Populism del 1964 considera Il meraviglioso mago di Oz nato come allegoria del dibattito sulla politica monetaria degli Stati Uniti d'America dell'ultimo decennio del 1800, periodo in cui, secondo quanto i biografi riferiscono, Baum era stato un attivista politico con uno speciale interesse per la questione monetaria dell'oro e dell'argento, mentre l'illustratore William Wallace Denslow era un fumettista editoriale a tempo pieno per un importante quotidiano.
Negli Stati Uniti America, tra il 1873 ed il 1895 vi fu una massiccia quanto imprevista deflazione, che causò un crollo drastico dei prezzi e, quindi un aumento del potere d'acquisto della moneta statunitense (del 23% circa). Poiché la maggior parte dei contadini dell'ovest del paese era indebitata con le banche dell'est, quando i prezzi diminuirono aumentò di fatto il valore reale dei debiti e le banche si arricchirono considerevolmente a spese degli agricoltori. Alcuni politici populisti, tra cui William Jennings Bryan, cominciarono a sostenere che la soluzione fosse la libera coniazione dell'argento. Gli Stati Uniti d'America in quel periodo seguivano un regime di Gold standard, nel quale il valore di una moneta si fissava con un controvalore in oro; l'assunzione dell'argento come moneta da affiancare all'oro (sistema bimetallico) avrebbe potuto aumentare l'offerta di moneta complessiva, innescando così l'inflazione e riportando a livelli normali i prezzi. Ciononostante Bryan, candidato democratico alla presidenza degli Stati Uniti d'America dopo il presidente Cleveland, perse le elezioni a favore del repubblicano William McKinley e gli Stati Uniti d'America continuarono con il vecchio sistema Gold standard, mettendo da parte l'idea di liberalizzare l'argento. Secondo la teoria di Littlefield la Strada di mattoni gialli rappresenterebbe il Gold standard, mentre la città di Oz prenderebbe il nome dall'abbreviazione di oncia (Oz), unità di misura dell'oro e dell'argento.

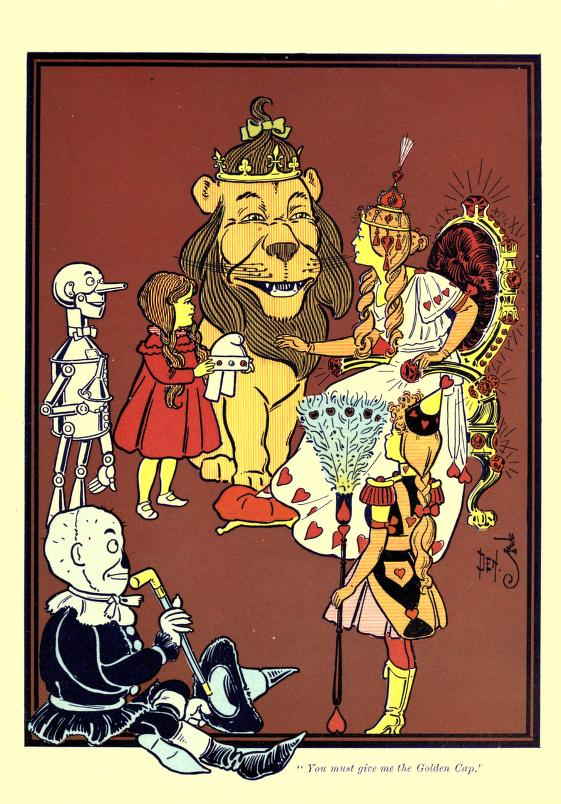
La compagnia assieme a Glinda, la Strega Buona del Sud

Un altro storico economista statunitense, Hugh Rockoff, considerava il romanzo di Baum come un'allegoria della demonetizzazione dell'argento del 1873 e, nell'edizione dell'agosto 1990 del Journal of Political Economy, propose la sua identificazione dei personaggi del romanzo con i seguenti elementi della realtà politico-sociale del tempo:
- Dorothy Gale: i valori tradizionali americani;
- Totò: il partito dei proibizionisti, detto anche degli Astemi (da teetotaler, appellativo dei membri del movimento proibizionista, favorevoli al sistema bimetallico);
- lo Spaventapasseri: gli agricoltori (classe agricola);
- il Taglialegna di latta: i lavoratori dell'industria (classe operaia);
- il Leone codardo: William Jennings Bryan, candidato dei democratici alla presidenza degli Stati Uniti d'America, che incentrò la sua campagna elettorale sul ritorno del sistema bimetallico (oro e argento);
- i Ghiottoni: le banche dell'est;
- la Malvagia Strega dell'Est: il banchiere John Pierpont Morgan;
- la Malvagia Strega dell'Ovest: John Davison Rockefeller;
- le scimmie alate: gli afrostatunitensi;
- Oz: abbreviazione di Ounce of Gold, ovvero oncia d'oro;
- il Mago di Oz: Marcus Alonzo Hanna, al tempo presidente del Partito Repubblicano;
- la strada di mattoni gialli: il sistema aureo (Gold standard);
- il ciclone: lo sconvolgimento economico e politico statunitense;
- la Città di Smeraldo: Washington;
- il palazzo del Mago di Oz: la Casa Bianca;
- le scarpette d'argento: il movimento argentista, sostenitore del coniaggio illimitato dell'argento.

## Adattamenti, citazioni e parodie

### Teatro
Il primo adattamento del romanzo fu in forma di musical, intitolato The Wizard of Oz e curato dagli stessi Baum e Denslow (con musiche di Paul Tietjens); il musical andò in scena a Chicago nel 1902 e a New York l'anno successivo, diventando un grande successo di Broadway. Il testo fu rimaneggiato da Baum e da Glen MacDonough, che ne fecero una versione più orientata a un pubblico adulto, con numerosi riferimenti politici. Tra gli adattamenti musical moderni più noti vi sono: The Wiz del 1974 e Wicked del 2003, tratto dal romanzo Strega - Cronache dal Regno di Oz in rivolta.

### Cinema
- The Fairylogue and Radio-Plays (1908), film muto diretto da Francis Boggs e Otis Turner. Fu il primo tentativo di portare sullo schermo cinematografico i libri di L. Frank Baum in una mescolanza di attori dal vivo, diapositive colorate a mano, lanterna magica e film. Lo stesso Baum vi appare come se tenesse una lettura interagendo con i personaggi, sia sul palcoscenico che sullo schermo.
- Il mago di Oz (The Wonderful Wizard of Oz) (1910), cortometraggio di 15 minuti basato sul musical del 1902 e diretto da Otis Turner, con Bebe Daniels nei panni di Dorothy. Prodotto da L. Frank Baum.
- The Patchwork Girl of Oz (1914), film muto prodotto dallo stesso Baum (The Oz Film Manufacturing Company).
- Il mago di Oz (His Majesty, the Scarecrow of Oz) (1914), film muto diretto da J. Farrell MacDonald e ispirato ai libri di L. Frank Baum, sebbene reimpostato con differenti modifiche strutturali rispetto al romanzo.
- The Magic Cloak of Oz (1914), film muto diretto da J. Farrell MacDonald. Tratto dal romanzo di Baum La storia del mantello magico.

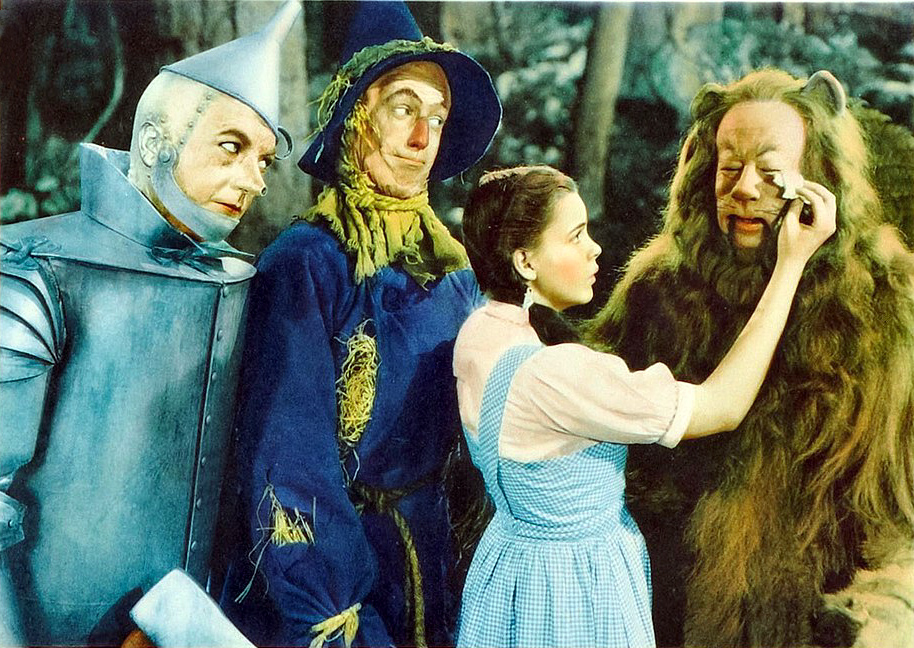
Una scena del film Il mago di Oz (The Wizard of Oz), con Judy Garland.

- Il mago di Oz (The Wizard of Oz) (1925), con Oliver Hardy nella parte del Taglialegna di latta.
- The Wizard of Oz (1933), cortometraggio animato diretto da Ted Eshbaugh.

- Il mago di Oz (The Wizard of Oz) (1939), diretto da Victor Fleming (regista di Via col vento), è forse il più noto adattamento cinematografico del romanzo, con Judy Garland nei panni di Dorothy.
- The Wizard of Mars (1965), diretto da David L. Hewitt.
- Fantasía... 3 (1966), film spagnolo diretto da Eloy de la Iglesia, che contiene un episodio basato sulla storia.
- The Wonderful Land of Oz (1969), adattamento a basso costo del secondo libro della serie, diretto da Barry Mahon.
- Ayşecik ve sihirli cüceler rüyalar ülkesinde (1971), film turco di Tunç Başaran, con Zeynep Değirmencioğlu. Si tratta di una trasposizione non dichiarata ma notevolmente fedele al romanzo di Baum.
- Ritorno a Oz (Journey Back to Oz) (1972), film d'animazione ispirato al secondo libro della serie scritta da L. Frank Baum, sebbene lo scrittore non venga neppure citato nei titoli.
- Oz (1976), musical rock australiano in chiave moderna, diretto da Chris Löfvén.
- I'm Magic (The Wiz) (1978), rilettura in chiave blaxploitation della storia, basata sull'omonimo musical del 1975; è interpretato fra gli altri da Diana Ross e Michael Jackson.
- Il mago di Oz (Ozu no mahōtsukai) (1982), film d'animazione giapponese diretto da Fumihiko Takayama e sceneggiato da Akira Miyazaki.
- Il mago di Oz (Ozu no mahōtsukai) (1983), cortometraggio anime della serie Le più famose favole del mondo (Sekai meisaku dōwa manga shirīzu) della Toei Animation.
- W krainie czarnoksiężnika Oza (1983-1989), serie di cortometraggi polacchi.
- Os Trapalhões e o Mágico de Oróz (1984), film parodistico di Dedé Santana e Vitor Lustosa.
- Nel fantastico mondo di Oz (Return to Oz) (1985), film prodotto dalla Walt Disney Pictures come ideale seguito del classico film del 1939. Diretto da Walter Murch il film fu candidato all'Oscar ai migliori effetti speciali. Si basa sul secondo e sul terzo romanzo di L. Frank Baum: Il meraviglioso paese di Oz e Ozma, regina di Oz.
- Dorothy Meets Ozma of Oz (1987), mediometraggio d’animazione direct-to-video basato sul terzo seguito romanzo: Ozma, regina di Oz.
- Il mago di Oz (The Wizard of Oz) (1991), cortometraggio d'animazione direct-to-video prodotto dalla American Film Investment Corporation.
- Mamo, czy kury potrafią mówić? (1997), film d'animazione diretto da Krystyna Krupska-Wysocka e Tadeusz Wilkosz, liberamente tratto da Ozma, regina di Oz.
- Apocalypse Oz (2006), cortometraggio diretto da Ben Telford, parodia di Il mago di Oz e Apocalypse Now.
- After the Wizard (2011), film di Hugh Gross, sequel moderno della storia.
- Tom & Jerry e il mago di Oz (2011), film d'animazone direct-to-video, remake del film del 1939.
- Dorothy and the Witches of Oz (2012), film di montaggio cinematografico della miniserie Le streghe di Oz.
- Il grande e potente Oz (Oz the Great and Powerful) (2013), ideale prequel del romanzo di Baum, prodotto dalla Walt Disney Pictures e diretto da Sam Raimi. In questo film si narrano le vicende del mago (interpretato dall'attore statunitense James Franco) e del suo arrivo nel magico regno di Oz.
- Il magico mondo di Oz (Legends of Oz: Dorothy's Return) (2013), film d'animazione prodotto da Will Finn e Dan St. Pierre, libermente tratto dal libro Dorothy of Oz.
- OzLand (2014), film diretto da Michael Williams, liberamente ispirato agli eventi e ai personaggi del libro.
- I guardiani di Oz (Guardianes de Oz) (2015), film d'animazione messicano-indiano diretto da Alberto Mar. Ambientato a Oz, il film presenta una storia originale e nuovi personaggi.
- Tom & Jerry - Di nuovo a Oz (Tom and Jerry: Back to Oz) (2016), film d'animazione direct-to-video, sequel di Tom & Jerry e il mago di Oz.
- The Steam Engines of Oz (2018), film d'animazione canadese diretto da Sean Patrick O'Reilly.
- Wicked (2024), diretto da Jon M. Chu, adattamento cinematografico dell'Atto I dell'omonimo musical, interpretato da Cynthia Erivo e Ariana Grande.

### Televisione
- Il fantastico mondo del mago di Oz (Tales of the Wizard of Oz) (1961), serie animata prodotta da Videocraft international.
- Return to Oz (1964), speciale televisivo prodotto da Videocraft International.
- Off to See the Wizard (1967-1968), serie televisiva antologica in cui venivano trasmessi diversi film della MGM. I personaggi di Oz appaiono in segmenti animati.
- Il mago di Oz (1978), episodi 83-86 della serie TV anime Le più belle favole del mondo (Manga sekai mukashi banashi) prodotta tra il 1976 e il 1979 da Dax International e Madhouse.
- Il mago di Oz (Ozu no mahōtsukai) (1986-1987), trasposizione anime in 52 episodi di quattro dei libri di Oz, prodotta da TV Tokyo e Pan Media. Negli Stati Uniti gli episodi sono stati editati in quattro film riassuntivi di 95 minuti ciascuno, in seguito distribuiti in DVD anche in Italia.
- The Wizard of Oz, episodio 1 della serie Hello Kitty's Furry Tale Theater (1987), con i personaggi di Hello Kitty.
- Il mago di Oz, episodio 16 della serie anime Funky Fables (Ponkikki meisaku wārudo) (1988-1990). L'episodio 27 Ozu no Ozuma hime, è invece tratto dal terzo seguito: Ozma, regina di Oz.
- Il mago di Oz (The Wizard of Oz) (1990-1991), serie animata prodotta da DiC Entertainment tratta dalla storia originale e dal film del 1939, in cui la strega cattiva viene riportata in vita dai suoi seguaci.
- Alla ricerca del Cristallo Arcobaleno (Supēsu Ozu no bōken) (1992-1993), anime in 26 episodi prodotto dallo studio giapponese Enoki Films, liberamente ispirato al romanzo.
- Il mago di Oz (1995), episodio della serie TV anime Le fiabe più belle (Sekai meisaku dōwa shirīzu - Wa-o! Meruhen ōkoku), prodotta da Toei Animation.
- I ragazzi di Oz (The Oz Kids) (1996-1997), serie animata prodotta da Paramount Pictures e Hyperion Pictures, con protagonisti i figli dei personaggi originali.
- Il Mago di Oz (1997), episodio della serie animata Tre gemelle e una strega in cui le protagoniste interpretano Lo Spaventapasseri, Il Boscaiolo di Latta e Il Leone Codardo.
- I Muppet e il mago di Oz (2005), film TV musicale con i personaggi del Muppet Show come protagonisti.
- Ritorno al mondo di Oz (Tin Man) (2007), miniserie televisiva statunitense, rivisitazione in chiave contemporanea e steampunk-fantasy del romanzo.
- Le streghe di Oz (The Witches of Oz) (2011) miniserie televisiva in due episodi diretta da Leigh Scott, basata su diversi libri di Oz.
- C'era una volta (2011-2018), nella terza stagione della serie vengono introdotte la Perfida Strega dell'Ovest, Dorothy e Glinda; nelle stagioni successive appaiono anche lo Spaventapasseri, l'Uomo di Latta e il Leone.
- Perduti a Oz (Lost in Oz) (2015-2018), serie animata prodotta da Amazon Studios.
- The Wiz Live! (2015), ripresa dal vivo di un nuovo allestimento dell'omonimo musical.
- Emerald City (2017), serie televisiva prodotta da Universal Television, rivisitazione moderna dei libri di Oz.
- Dorothy e le meraviglie di Oz (Dorothy and the Wizard of Oz) (2017-2020), serie animata prodotta da Turner Entertainment e Warner Bros. Animation, basata sulla storia originale e sul film del 1939.

### Fumetti
- Queirolo, Renato; Brandoli, Anna: Il mago di Oz (Corriere dei Piccoli, 1980; Rizzoli Junior, 1980; ComicOut, 2015)
- Sono state realizzate diverse storie a fumetti Disney ispirate al Mago di Oz, fra cui Paperina e il meraviglioso mondo di Ot[15] (pubblicata su Topolino) e Paperino e il Mago del Dos[16] (su Mega 3000).
- Anche molti manga di Yūkō Osada si ispirano al Mago di Oz, come Toto, il suo remake Toto!: The Wonderful Adventure, e anche il manga pubblicato in Italia dalla GP publishing, Tribal 12.
- Skottie Young ha realizzato una serie di graphic novel che adattano vari romanzi del ciclo di Oz: The Wonderful Wizard of Oz #1–8 / The Marvelous Land of Oz #1–8 / Ozma of Oz #1–8 / Dorothy and the Wizard in Oz #1–8 / The Road to Oz #1–6 / The Emerald City of Oz #1–5.

### Musica
- Dorothy e Totò vengono citati nel testo della canzone La Vie Boheme del musical Rent di Jonathan Larson.
- Il nome del gruppo musicale heavy metal spagnolo Mägo de Oz è ispirato a questo libro.
- Uno degli album solisti di Ozzy Osbourne, ex frontman dei Black Sabbath, prende il nome di Blizzard of Ozz, chiaro richiamo a Wizard of Oz
- Il testo di Home brano della band americana Breaking Benjamin è chiaramente basato su quest'opera

### Videogiochi
- Dorothy Gale, il Taglialegna di latta, lo Spaventapasseri e il Leone codardo sono personaggi giocabili in Code Name: S.T.E.A.M. per Nintendo 3DS.
- Dorothy Gale, l'Uomo di Latta, lo Spaventapasseri, il Leone codardo e la malvagia Strega dell'Ovest sono presenti nel videogioco LEGO Dimensions; con il pacchetto aggiuntivo Wicked Witch Fun Pack si rendono giocabili la suddetta strega e una scimmia volante.
- Il Leone, lo Spauracchio (Spaventapasseri) e l'Uomo di Latta sono nemici incontrabili nella Biblioteca Inversa del videogioco Castlevania: Symphony of the Night. Nell'edizione per PlayStation 4 è stato loro dedicato un trofeo chiamato "Addio sentiero dorato..." in riferimento al sentiero di mattoni dorati percorso da Dorothy nel libro. Il trofeo si ottiene uccidendo almeno una volta ognuno dei tre nemici.

### Citazioni
- Il film di fantascienza Zardoz di John Boorman, del 1974 è, per spunti e trama, legato al romanzo; lo stesso nome "Zardoz" è una contrazione di "Wi-zard of Oz".
- Nel film del 1990 Cuore selvaggio di David Lynch vi sono ricorrenti citazioni del romanzo.
- Nel film del 1996 Twister l'apparecchiatura che dovrà analizzare un tornado dall'interno facendosene catturare viene chiamata "La piccola Dorothy".
- Nel libro La sfera del buio di Stephen King i protagonisti Roland, Eddie, Susannah, Jake e Oy lungo il loro percorso nel Kansas incontrano uno strano palazzo di vetro di colore verde (riferimento alla Città di Smeraldo) per entrare nel quale devono indossare delle scarpe di colore rosso e battere i tacchi tre volte; infine essi entrano in una grande sala in cui è presente un trono dal quale scaturisce una voce profonda che quando gli viene chiesto di farsi riconoscere risponderà «Io sono Oz, Oz il grande! Oz il potente!».
- Alcune streghe dall'aspetto della Strega dell'Ovest e gli alberi parlanti compaiono nel franchise di Shrek.
- Il Mago di Oz è stato parodiato spesso nelle serie di Disney Channel. Nella serie TV Raven la protagonista e i suoi amici interpretano l'opera di Baum in una recita scolastica nell'episodio "Se avessi un lavoro", mentre nell'episodio "Sogni in brodo" Raven sogna di entrare nel film e di interpretare il personaggio di Dorothy. Nell'episodio "Accadde a Kettlecorn" della serie Zack e Cody sul ponte di comando Bailey sogna di essere Dorothy e rivive l'incontro con lo Spaventapasseri e gli altri personaggi della storia.
- Greg Heffley, protagonista di Diario di una schiappa, nel primo libro fa una recita scolastica basata sul romanzo (o sul film del 1939 dato che è mantenuta la parte degli alberi), scena ripresa anche nell'omonimo film.
- Nel film Inkheart - La leggenda di cuore d'inchiostro del 2009 vengono fatti vari riferimenti al Mago di Oz: il protagonista, in grado di portare nel mondo reale personaggi e situazioni leggendo ad alta voce i libri, legge una copia de Il mago di Oz facendo materializzare il ciclone, la casa di Dorothy e anche il cagnolino Totò.
- La Perfida Strega dell'Ovest e le sue scimmie volanti compaiono tra i cattivi della Zona Fantasma reclutati da Joker nel film d'animazione LEGO Batman - Il film (2017).
- Il romanzo è parodiato nell'episodio "Kate in Oz" della serie animata prescolare Kate e Mim-Mim.
- La storia è parodiata in un episodio della serie animata La casa di Topolino (2006-2016).
- In The LEGO Movie 2 - Una nuova avventura (2019) durante la fuga di Emmet e Rex, il primo si trova abbracciato in mezzo ai protagonisti della fiaba mentre si mettono a camminare saltellando, come citazione al film del 1939.

## Edizioni italiane
- Nel Regno di Oz, traduzione di Nini Agosti Castellani, illustrazioni di M. L. Ferro Pellizzari, Roma, S.A.I.E., 1944. - ill. di W. W. Denslow, Milano, BUR-Rizzoli, 1978; Milano, Fabbri, 2001; Collana Classici illustrati, ill. di L. Salerni, Milano, Rizzoli, 2014, ISBN 978-88-170-7777-4.
- Il mago di Oz, traduzione di Adele Levi, illustrazioni di Arturo Bonfanti, Collezione Corticelli, Milano, Mursia, 1949.
- Il mago di Oz, traduzione di Emma Sarocchi, illustrazioni di L. Maraja, Milano, Fratelli Fabbri Editori, 1957. - illustrazioni di Carlo Galleni, Fabbri Editori, 1986.
- Il meraviglioso Mago di Oz, trad., prefazione e note di Masolino D'Amico, Milano, Arnoldo Mondadori Editore, 1978.
- Il Meraviglioso Mago di Oz, traduzione di Perla Surianesi, Bergamo, Juvenilia, 1992.
- Il mago di Oz, traduzione di Francesca Pacchiano, Novara, De Agostini, 1998. - Roma, Newton Compton, 2015.
- Il Mago di Oz, traduzione di Sara M. Sollors, con testo a fronte, a cura di Alide Cagidemetrio, Collana Letteratura universale. Frecce, Venezia, Marsilio, 2004, ISBN 978-88-317-8539-6.
- Il mago di Oz, traduzione di Cecilia Martini, illustrazioni di Lilya Munasypova, Roma, Robin, 2011.
- Il Meraviglioso Mago di Oz, Introduzione e trad. di Beatrice Masini, Illustrazioni di Simona Cordero, Roma, Fanucci, 2012.
- The Wonderful Wizard of Oz. Il Meraviglioso Mago di Oz, traduzione di Wirton Arvel, edizione bilingue con testo a fronte, Kentauron, 2013.
- Il meraviglioso mago di Oz, a cura di Stella Sacchini, Collana Universale Economica. I Classici, Milano, Feltrinelli, 2014, ISBN 978-88-07-90149-2. - Gribaudo, 2017-2020.
- Il meraviglioso Mago di Oz, traduzione di S. Mambrini, Usborne Publishing, 2016, ISBN 978-14-749-1657-8.
- in  I Libri di Oz, trad. e curatela di Chiara Lagani, Collana I Millenni, Torino, Einaudi, 2017, ISBN 978-88-06-23348-8.
- Il meraviglioso Mago di Oz, ill. da MinaLima, Milano, L'Ippocampo, 2021, ISBN 978-88-672-2620-7.
- Il Meraviglioso Mago di Oz, traduzione di Laura Ferlini, Illustrazioni di Miles Kelly, Doremi Junior, 2021, ISBN 978-88-614-2703-7.
- Il Meraviglioso Mago di Oz, traduzione di Mirko Zilahy, Roma, Carlo Gallucci Editore, 2023, ISBN 9788836249275.